# تیبر
رود تیبر که در لاتین تیبریس (به لاتین: Tiberis) و در ایتالیایی تِوِرِه (به ایتالیایی: Tevere، تلفظ: [ˈte:vere]) نامیده می‌شود سومین رود طولانی ایتالیاست که از کوه‌های آپنین در امیلیا-رومانیا سرچشمه می‌گیرد و با گذر از مسیری ۴۰۶ کیلومتری در میان اومبریا و لاتزیو به دریای تیرنی می‌ریزد. همچنین حوزه آبریز این رودخانه در حدود ۱۷ هزار و ۳۷۵ کیلومتر مربع تخمین زده می‌شود.
از آنجا که این رود یگانه آبراه شهر رم بوده و این شهر بر کنارهٔ خاوری آن بنیادگذاشته شده است از شهرتی جاودانه برخوردار می‌باشد.

## سرچشمهٔ تیبر
دو چشمه که به فاصلهٔ ۱۰ متری از یکدیگر در کوه فومایولو واقع شده‌اند سرچشمهٔ تیبر را تشکیل می‌دهند. این چشمه‌ها لو ونه نامیده می‌شوند و در جنگلی ساحلی در ۱۲۶۸ متری از سطح دریا قرار دارند. در دههٔ ۱۹۳۰ بنیتو موسولینی ستون قدیمی رومی‌ای را در مکان سرچشمهٔ این رود نصب نمود که بر رویش نوشته شده بود: QUI NASCE IL FIUME SACRO AI DESTINI DI ROMA (اینجا زادگاه رودخانه است / برای سرنوشت رم مقدس است). عقابی نیز بر بالای این سرستون و رو به رم قرار دارد.
والتیبرینا، نخستین جایی است که تیبر پیش از رسیدن به اومبریا در آن جریان می‌یابد.

## نام‌گذاری و افسانه‌ها
نام تیبر احتمالاً به دوران پیش از لاتین باز می‌گردد و ممکن است خاستگاهی اتروسکایی یا ایتالیک داشته باشد. در این صورت ممکن است که با واژهٔ سلتی «دوبرون» به‌معنای آب هم‌ریشه باشد.
در برخی از نوشته‌های قدیمی آمده است که این رودخانه به دلیل سفیدفامی آب‌هایش در ابتدا آلبولا نام داشته اما پس از آنکه پادشاه افسانه‌ای تیبرینوس سیلویوس یا تبریس، نهمین پادشاه از سلسله شاهان آلبا لونگا در آن غرق شد، این رودخانه به افتخار پادشاه غرق‌شده تیبر نام گرفت.

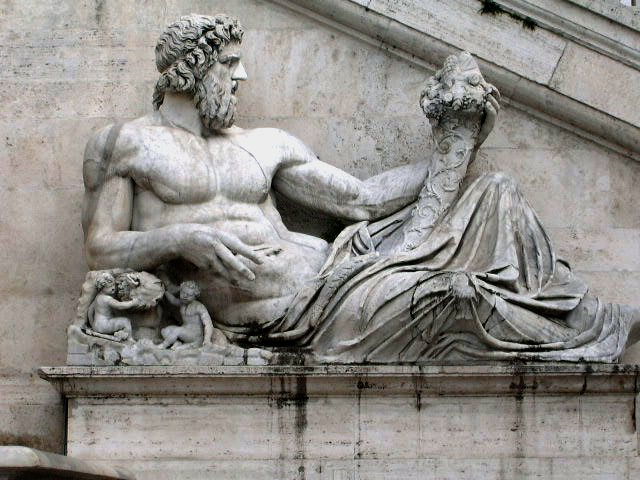
تجسم رود تیبر در خدای رودخانه، تیبرینوس

رومیان همچنین این رودخانه را خدایی می‌پنداشتند به‌نام تیبرینوس که آب از موها و ریش او جریان می‌یافت. بنا بر باور دیگری، رموس و رومولوس نیز به این رودخانه افکنده شدند.

## تاریخچه
بنا بر افسانه‌ای، شهر رم در ۷۵۳ سال پیش از زایش مسیح در کرانه‌های رود تیبر و در ۲۵ کیلومتری دریا در استیا پایه‌گذاری شد. این افسانه همچنین می‌افزاید که بنیادگذاران شهر دو برادر دوقلو به نام‌های رموس و رمولوس بودند که در رودخانه افکنده شدند اما ماده گرگی آن دو را نجات داد.
رود تیبر اهمیتی حیاتی برای تجارت رومیان داشت چون کشتی‌ها با عبور از آن می‌توانستند تا ۱۰۰ کیلومتری بالای رودخانه پیش روند. شواهدی در دست است که نشان می‌دهد از این رودخانه برای فرستادن غلات با کشتی از وال تورینا در ۵ سده پیش از زایش مسیح استفاده می‌شده است. بعدتر سنگ، الوار و مواد غذایی نیز از این طریق به رم فرستاده می‌شد.

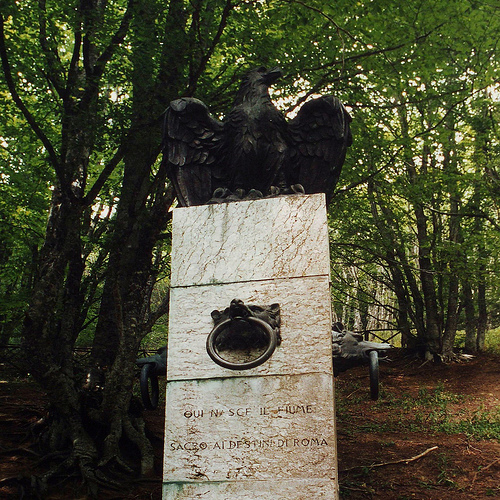
سرستون رومی مشخص‌کنندهٔ سرچشمهٔ تیبر

بندر اُستیا یکی از پایگاه‌های دریایی اصلی در دوران جنگ‌های پونیک در ۳ دهه پیش از میلاد مسیح بود و پس از آن به یکی از بنادر مهم روم تبدیل شد که در آن کالاهایی همچون گندم، روغن زیتون و شراب از مستعمرات رومی حاشیهٔ دریای مدیترانه وارد می‌شد. همچنین باراندازهایی در حاشیهٔ رودخانه در خود رم نیز ساخته شد.
رومیان رودخانه را به یک سیستم فاضلاب متصل کردند و از طریق شبکه‌ای از تونل‌های زیرزمینی و کانال‌های دیگر، آب آن را به مرکز شهر آوردند. ثروتمندان روم نیز باغ-پارک‌هایی را در کرانه‌های رودخانه در رم در ۱ سده پیش از میلاد مسیح برپا داشتند.
اما رسوبات بسیار رود تیبر که نگهداری بندر اُستیا را با دشواری مواجه ساخته بود سبب شد تا امپراتوران کلودیوس و تراژان، بندر جدیدی را در فیومیچینو در نخستین سدهٔ پس از میلاد بنا سازند. جادهٔ جدیدی نیز برای اتصال رم به فیومیچینو ساخته شد اما در نهایت هر دو بندر به دلیل لجن‌گرفتگی به حال خود رها شده و متروکه شدند.
برخی از پاپ‌ها در سده‌های ۱۷ و ۱۸ تلاش کردند تا با لایروبی گستردهٔ تیبر، رفت‌وآمد در آن را بهبود بخشند. این لایروبی‌ها تا سدهٔ نوزدهم نیز ادامه داشت و سبب شد تا برای مدتی تجارت بار دیگر در این مسیر رونق چشمگیری پیدا کند. با این حال تشکیل دوبارهٔ گل و لای تا سدهٔ بیستم میلادی در تیبر سبب شد تا ین رودخانه تنها تا خود رم قابل کشتیرانی باشد.
زمانی طغیان‌های تیبر به عمق ۲ متر معروف بود اما امروزه رودخانه در میان دیوارهای سنگی بلندی که کار ساختشان در ۱۸۷۶ آغاز شد مهار شده است. در داخل شهر و در موازات ساحل رودخانه بلوارهایی کشیده شده است که به lungoteveri به‌معنای خیابان‌های «در امتداد تیبر» معروف است.

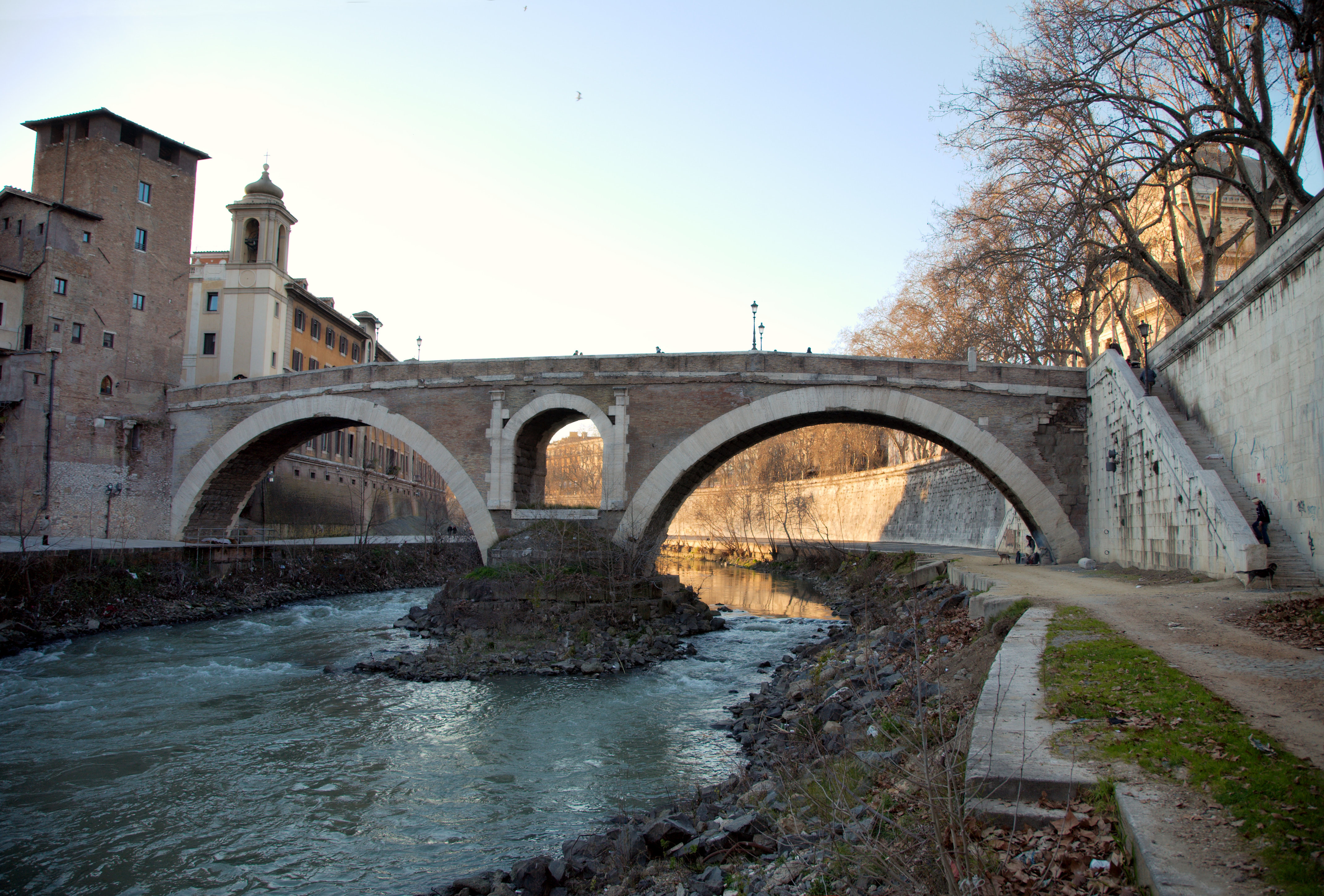
پل فابریسیوس ساخته‌شده در ۶۲ سال پیش از میلاد مسیح

رود تیبر در دوران روم باستان کاربرد دیگری نیز داشت و آن اینکه اعدام‌شدگان را به درون آن می‌انداختند. این کار در سال‌های پایانی فرمانروایی امپراتور تیبریوس رواج یافت و تا قرن‌ها نیز ادامه داشت.

## پل‌های تیبر
علاوه بر پل‌های مدرن بسیاری که بر روی تیبر در رم ساخته شده است برخی از پل‌های باستانی که بیشترشان برای عبور و مرور عابران پیاده کاربرد دارد که کامل هستند(همچون پونته میلویو،پونته سیستو و پونته سنت آنجلو) یا بخشی از آن باقیمانده (مانند پل فابریسیوس) نیز دیده می‌شود.